# Danylo Avanesov
Danylo Avanesov (en ucraniano: Данило Аванесов; 24 de enero de 2006) es un deportista ucraniano que compite en saltos de plataforma. Ganó una medalla de plata en el Campeonato Europeo de Natación de 2024, en la prueba de equipo mixto.

## Palmarés internacional
| Campeonato Europeo | Campeonato Europeo | Campeonato Europeo | Campeonato Europeo |
| Año                | Lugar              | Medalla            | Prueba             |
| ------------------ | ------------------ | ------------------ | ------------------ |
| 2024               | Belgrado (Serbia)  | Medalla de plata   | Equipo mixto       |